# Like a Prayer (album)
Like a Prayer è il quarto album in studio della cantante statunitense Madonna, pubblicato nel 1989 dalla Sire Records.
Madonna lavorò all’album con Stephen Bray, Patrick Leonard e Prince, mentre coscrisse e coprodusse tutte le canzoni. La cantante descrisse l'album come una raccolta di canzoni "su mia madre, mio padre e legami con la mia famiglia". L'album è dedicato alla madre, che morì quando era giovane, e che “le insegnò come pregare”. Il 1988 fu un anno tranquillo nel campo delle registrazioni per Madonna. Nella sua vita, invece, molte cose cambiarono. Il matrimonio tra la cantante e l'attore statunitense Sean Penn naufragò, lei compì trent'anni, la stessa età che aveva la madre quando morì, inoltre i suoi lavori da attrice ricevettero solo commenti negativi. Questo portò ad un tumulto emotivo e a un periodo di profonde riflessioni, soprattutto riguardo alla morte della madre e alla fede cattolica. Con questo disco l'artista cambiò la propria immagine, mostrandosi con un look più maturo e sobrio, sfoggiando capelli bruni, in netta contrapposizione con il look usato nel precedente album, True Blue, uscito tre anni prima.
L'album utilizza strumenti dal vivo e incorpora elementi dance, funk, gospel e soul in uno stile pop più generale. Madonna attinse alla sua educazione cattolica a partire dalla traccia che dà il titolo all'album, che fu anche pubblicata come primo singolo. I testi riguardano i temi dell'infanzia e dell'adolescenza di Madonna, come la morte di sua madre in Promise to Try, l'importanza della famiglia in Keep It Together e il suo rapporto con suo padre in Oh Father. La popstar predica anche l'"empowerment" femminile in Express Yourself.
Like a Prayer ricevette il plauso della critica, con Rolling Stone che lo descrisse come "più vicina all'arte di quanto la musica pop abbia mai fatto". Commercialmente ebbe un successo internazionale, raggiungendo la vetta delle classifiche in più paesi e fu certificato quadruplo disco di platino negli Stati Uniti dalla Recording Industry Association of America. Dall'album furono estratti sei singoli: Like a Prayer, Express Yourself, Cherish, Oh Father, Dear Jessie e Keep It Together. La title track divenne il settimo successo numero uno di Madonna nella classifica generale di Billboard, mentre Express Yourself e Cherish raggiunsero il picco al numero due e Keep It Together divenne uno dei primi dieci successi. In tutto il mondo, l'album vendette oltre 15 milioni di copie.
Con i video musicali di accompagnamento dei singoli Madonna promosse la sua creatività e divenne nota come figura di spicco nel formato. Il video musicale di Like a Prayer scatenò molte polemiche per l'uso dell'iconografia cattolica, come stimmate e croci in fiamme, mescolata alle immagini di un sogno di fare l'amore con un santo, portando il Vaticano a emettere una condanna. Il disco fu seguito dal rivoluzionario Blond Ambition Tour. Alla fine degli anni Ottanta fu nominata "Artist of the Decade" da diverse pubblicazioni.
Madonna descrisse questo album come una collezione di canzoni che riguardano "mia madre, mio padre e i miei legami familiari. Ho avuto molto coraggio nel produrlo [...] emotivamente è stato per me un vero disco di formazione, ho dovuto cercare molto dentro di me, e l'album riflette proprio questo. Non ho provato affatto ad addolcire nulla, ho semplicemente scritto quello che sentivo in quel momento."

## Concezione e produzione
Il 1988 è stato un anno tranquillo sul fronte della registrazione per Madonna. In seguito alla mancanza di successo critico e commerciale del suo film del 1987 Who's That Girl, ha recitato nella produzione di Broadway "Speed-the-Plough". Tuttavia, le recensioni sfavorevoli ancora una volta le hanno causato disagio. Il suo matrimonio con l'attore Sean Penn è terminato e la coppia ha chiesto il divorzio nel gennaio 1989. Madonna aveva anche compiuto 30 anni, un anno rimosso dall'età in cui sua madre era morta, e quindi la cantante ha vissuto più tumulti emotivi.
Ha commentato per il numero di maggio 1989 di Interview che la sua educazione cattolica ha sempre suscitato in lei un senso di colpa:
Perché nel cattolicesimo sei un peccatore nato e sei un peccatore per tutta la vita. Non importa come cerchi di allontanartene, il peccato è sempre dentro di te. Era questa paura che mi perseguitava; mi scherniva e mi faceva male in ogni momento. La mia musica è stata probabilmente l'unica distrazione che ho avuto.

È arrivata alla conclusione che, mentre lei e i suoi fan stavano crescendo, era giunto il momento per lei di allontanarsi dall'appello dei teenager per un pubblico più vasto, e incassare la longevità del mercato degli album. Sentendo il bisogno di provare qualcosa di diverso, Madonna voleva che il suono del suo nuovo album indicasse ciò che poteva essere popolare nel mondo della musica. Per le idee liriche della traccia che dà il titolo all'album, ha scelto argomenti che fino a quel momento erano stati meditazioni personali mai condivise con il pubblico in generale; ha detto alla rivista SongTalk "In passato ho scritto molte canzoni che [hanno rivelato il mio io interiore], ma ho sentito che erano troppo oneste o troppo spaventose e ho deciso di non registrarle".
Decise di adottare un approccio più adulto e sofisticato; pensierosa, passò al setaccio i suoi diari e diari personali e iniziò a considerare le sue opzioni. Ha ricordato: "Che cosa volevo dire? Volevo che l'album e la canzone parlassero con le cose nella mia mente. È stato un periodo complesso della mia vita."
Aveva in mente alcune cose, inclusa lei relazione travagliata con suo marito, l'attore Sean Penn, la sua famiglia, sua madre perduta e persino la sua fede in Dio.

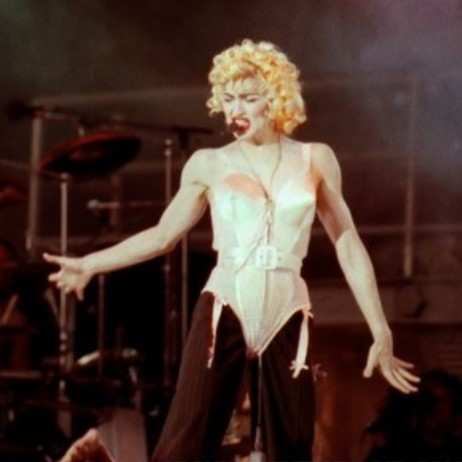
Madonna esegue Express Yourself durante il tour promozionale "Blond Ambition Tour"

Like a Prayer prende il nome dall'influenza del cattolicesimo sulla prima infanzia di Madonna e sulle sue lotte con la religione; "Il tema del cattolicesimo imperversa", ha affermato. "Sono io alle prese con il mistero e la magia che lo circonda. Il mio cattolicesimo è costantemente sconvolto."
Le sessioni di registrazione si sono svolte dal settembre 1988 al gennaio 1989.
Il 27 gennaio 1989, un comunicato stampa di The Albany Herald affermava che l'album includeva "una serie di brani dance", ma osservava che "gran parte del materiale [...] ha un tono personale".
La cantante lo descrisse come una raccolta di canzoni "su mia madre, mio padre e legami con la mia famiglia. [...] C'è voluto un sacco di coraggio per farlo".
Ha anche detto che fino ad oggi sarebbe stato il suo lavoro "più diverso"; "È stato un vero record di maturità per me emotivamente, ho dovuto fare molta ricerca nell'anima e penso che sia un riflesso di quel [...] che non ho provato a rivestire di caramelle o renderlo più appetibile per il consumo di massa, ho scritto quello che ho sentito ".
Ha detto alla rivista Rolling Stone "In passato, i miei dischi tendevano ad essere un riflesso delle influenze attuali. Questo album parla più delle influenze musicali passate".
Ha scelto di collaborare con Stephen Bray e Patrick Leonard, con i quali aveva collaborato al suo precedente album in studio True Blue (1986) e alla colonna sonora Who's That Girl (1987).
Sia Bray che Leonard volevano portare il loro stile unico nel progetto e hanno sviluppato musica completamente diversa per la title track. Alla fine, Madonna sentì che la musica che le era stata presentata da Leonard era più interessante e iniziò a lavorare con lui. Secondo la cantante, Leonard stava anche affrontando un tumulto emotivo; "Lavoravo con Pat, che era anche in uno stato mentale molto oscuro, e lavoravamo in un posto molto isolato nella Valle".
Il 6 gennaio 1989, a seguito di una dichiarazione di divorzio annullata alla fine del 1987 e di numerosi combattimenti pubblicizzati, uno dei quali portò a una pena detentiva di 60 giorni, Madonna e Sean Penn presentarono domanda di divorzio.
Il resto delle canzoni sono state scritte entro due settimane; con "Like a Prayer", "Cherish" e "Spanish Eyes" scritti nella prima settimana.
Secondo Leonard, "abbiamo scritto una canzone al giorno e non le abbiamo cambiate. E spesso la voce che ha fatto è stata la voce principale, non abbiamo nemmeno cambiato la voce principale. Ecco. Ha cantato. È stato fatto ".
Leonard dice, sul lavorare con Madonna in Like a Prayer:
Cominciava a scrivere testi e spesso c'era una melodia implicita. Avrebbe iniziato con quello e si sarebbe discostato da esso. O se non ci fosse altro che un cambio di accordo, avrebbe inventato una melodia. Ma, molte volte nella mia scrittura c'è una melodia implicita o ho anche qualcosa in mente. Ma di certo non ne ha bisogno. [...] Avrebbe scritto i testi entro un'ora, lo stesso tempo che mi ci è voluto per scrivere la musica, e poi l'avrebbe cantata. Facevamo alcune armonie, cantava alcune parti di armonia, e di solito alle tre o alle quattro del pomeriggio, se ne va.
L'artista Prince ha suonato la chitarra in tre brani dell'album Like a Prayer, Keep It Together e Act of Contrition, anche se è rimasto non accreditato. Prince e Madonna hanno anche lavorato insieme sulla traccia "Love Song". La canzone è stata registrata al Prince's Studio di Paisley Park; "Siamo stati amici e abbiamo parlato di lavorare insieme, quindi sono andata a Minneapolis per scrivere alcune cose con lui, ma l'unica cosa che ho davvero scavato era 'Love Song' [...] Siamo finiti a scriverlo a distanza, perché io dovevo essere a Los Angeles e lui non poteva lasciare Minneapolis, e francamente non sopportavo Minneapolis. Quando ci andai, era come 20 gradi sotto zero, ed era davvero desolato. Era miserabile e non potevo scrivere o lavorare in quelle circostanze ", ricorda Madonna.

## Copertina e sessioni fotografiche
Per la grafica, la cantante ha scelto di lavorare con il fotografo Herb Ritts. Inizialmente, le foto della sessione con Ritts dovevano anche essere usate per l'imballaggio del singolo principale.
Per il servizio fotografico, decise di tingere i capelli biondi di castano; ha commentato "Adoro i capelli biondi, ma fa davvero qualcosa di diverso per te. Mi sento più radicata quando ho i capelli scuri. È inspiegabile. Mi sento anche più italiana quando i miei capelli sono scuri".
La copertina presenta un primo piano del ventre nudo della cantante, che indossa un paio di jeans.
La copertina è stata vista come un riferimento a Sticky Fingers dei The Rolling Stones.
Le confezioni delle prime stampe di CD, cassette e LP sono state profumate con oli di patchouli per simulare l'incenso della chiesa.
Un pubblicista della Warner Bros. Records ha rivelato che questa era stata l'idea della cantante; "Voleva creare un sapore degli anni '60 e della chiesa. Voleva creare una sensazione sensuale che si potesse sentire e annusare".
Le prime pressioni includevano anche un inserto con linee guida sul sesso sicuro e un avvertimento sui pericoli dell'AIDS, per cui Madonna aveva perso degli amici.
La sua inclusione fu decisa dopo che Warner Bros. aveva acconsentito a pubblicare un album del comico Sam Kinison l'anno prima, sebbene avesse affermato che l'AIDS proveniva da uomini gay coinvolti nella bestialità.
Madonna ha dedicato l'album a "Mia madre, che mi ha insegnato a pregare".

## Composizione
La canzone che apre il disco è Like a Prayer, che è la prima canzone scritta da Madonna per l'album. La cantante la descrive come il brano di una ragazza appassionata "così innamorata di Dio, tanto da rappresentare quasi l'unica figura maschile della sua vita". Si tratta di una canzone pop rock con influenze della musica gospel. Il ritornello contiene voci di sottofondo che accrescono la natura spirituale della canzone, mentre la chitarra rock mantiene il suono oscuro e misterioso. 
" Like a Prayer  riguarda l'influenza del cattolicesimo nella mia vita e la passione che provoca in me. In queste canzoni ho a che fare con questioni specifiche che significano molto per me, un'assimilazione di esperienze che ho avuto nella mia vita e nelle mie relazioni. Ho preso più rischi con questo album di quanto non abbia mai fatto prima, e penso che la crescita mostri."
Express Yourself parla del rifiuto dei piaceri materiali attraverso l'accettazione di quel che è più giusto per se stessi. Attraverso tutto il testo è possibile rintracciare un ricco sottotesto, che rimanda anche all'acquisizione del potere da parte delle donne. Madonna affermò che la canzone è un tributo alla Sly & the Family Stone. 
La terza canzone Love Song, è un duetto con il cantante Prince; una strofa della canzone verrà poi utilizzata di nuovo da Madonna nel brano Hung Up, pubblicato nel 2005 ("Time goes by so slowly for those who wait" / "Il tempo scorre lentamente per chi aspetta"). La canzone è stata co-prodotta da entrambi i cantanti. La presenza di Prince nel disco è comunque costante, il cantante suona infatti, la chitarra elettrica anche in Like a Prayer, Keep It Together e Act of Contrition.
Till Death Do Us Part, che inizialmente era intitolata "State of Matrimony" è una ballata inquieta che parla della dissoluzione del matrimonio tra Madonna e Sean Penn. Il testo descrive un matrimonio distrutto dall'alcolismo, da violenti scontri e da un marito possessivo.
La canzone che segue, Promise to try è una dedica alla madre di Madonna. L'intero disco è dedicato alla madre, morta di cancro quando la cantante aveva solo cinque anni. In una parte della canzone la cantante si chiede se la madre "riesce a sentire la mia voce di notte quando la chiamo?". Più avanti un adulto sembra ammonire una bambina dicendo: "bambina, non dimenticare il suo volto / non lasciare che il ricordo giochi con la tua mente / lei è un sorriso sbiadito, congelato dal tempo".
La sesta traccia del disco è Cherish che ruota attorno al tema delle relazioni amorose, attraverso il richiamo della tragedia di William Shakespeare Romeo e Giulietta. Nel testo della canzone Madonna parla della devozione nei confronti del proprio uomo e del desiderio di averlo sempre al proprio fianco.
Segue Dear Jessie, che secondo Rikky Rooksby suona più come una ninnananna che come una canzone pop. Dedicata alla figlia di Patrick Leonard, la canzone incoraggia una bambina ad usare l'immaginazione, descrivendo un paesaggio psichedelico con elefanti rosa che vagano con lune che danzano e sirene.
La canzone Oh Father parla della presenza di figure maschili autoritarie nella vita di Madonna, in particolare la cantante fa riferimento al suo rapporto con il padre. Secondo Randy Taraborrelli, attraverso i brani Till Death Do Us Part, Promise To Try e Oh Father Madonna ha cercato di "liberarsi di alcuni demoni personali". 
Keep It Together riguarda l'importanza di tenere unita la famiglia. Commentando la canzone, Madonna ha affermato che la sua famiglia le ha sempre permesso di avere stabilità nella propria vita. 
La canzone Spanish Eyes è ambientata nello scenario di una guerra civile e il titolo porterebbe a pensare a quella spagnola. Nel brano si sente la voce di Marcos Loya, il chitarrista che compariva nel video di La Isla Bonita.
La canzone che chiude il disco è Act of Contriction che vede Madonna recitare la preghiera cattolica Atto di dolore sulla musica di Like A Prayer eseguita al contrario; alla fine la canzone sfocia in un monologo in cui Madonna si arrabbia perché le è stata cancellata la prenotazione al tavolo di un ristorante

## Esecuzioni dal vivo
Tutti i singoli estratti (tranne Dear Jessie) sono stati inseriti nel Blond Ambition Tour. Soltanto due di essi però saranno inseriti in altri tour della cantante: Express Yourself è uno dei brani della cantante più ripetutamente eseguito durante i suoi tour, viene infatti inserita nelle scalette del Girlie Show, del Re-Invention Tour, del MDNA Tour e del Madame X Tour, in una versione a cappella; anche Like a Prayer viene interpretata durante il Re-Invention Tour, inoltre compare nella scaletta dello Sticky & Sweet Tour (in una versione dance, contenente un campionamento di Feels like home di Meck e per l'occasione chiamata Like a Prayer 2008), dell'MDNA Tour e del Madame X Tour.

## Tracce
Testi e musiche di Madonna e Patrick Leonard eccetto dove indicato.
1. Like a Prayer – 5:39
2. Express Yourself – 4:37 (Stephen Bray, Madonna)
3. Love Song (feat. Prince) – 4:52 (Madonna, Prince)
4. Till Death Do Us Part – 5:16
5. Promise to Try – 3:36
6. Cherish – 5:03
7. Dear Jessie – 4:20
8. Oh Father – 4:57
9. Keep It Together – 5:03 (Stephen Bray, Madonna)
10. Spanish Eyes – 5:15
11. Act of Contrition – 2:19 (Madonna)

Edizione 30th Anniversary (2019)
1. Like a Prayer (12" Dance Mix) – 7:52
2. Express Yourself (Non-stop Express Remix) – 8:00
3. Love Song (feat. Prince) – 4:52
4. Till Death Do Us Part – 5:16
5. Cherish (Extended version) – 8:00
6. Dear Jessie – 4:20
7. Oh Father (Single version) – 4:27
8. Keep It Together (12" Remix) – 5:03
9. Spanish Eyes – 5:15
10. Supernatural – 5:12

Durata totale: 58:17
Note
- In alcune edizioni, Spanish Eyes è indicata come Pray for Spanish Eyes.

## Formazione
Le informazioni sui crediti provengono dal booklet del cd:
- Madonna - voce, cori, produttrice, compositrice, sintetizzatori
- Jonathan Moffett - batteria
- Jeff Porcaro - batteria, marimba
- John Robinson - batteria
- Guy Pratt - basso
- Randy Jackson - basso
- Chester Kamen - chitarra
- David Williams - chitarra
- Dann Huff - chitarra
- Bruce Gaitsch - chitarra
- Marcos Loya - chitarra, cori
- Patrick Leonard - produttore, compositore, sintetizzatore, clavinet, pianoforte acustico
- Jai Winding - sintetizzatore
- Stephen Bray - produttore, compositore, sintetizzatore
- Geary Lanier - clavinet
- Luis Conte - percussioni
- Paulinho da Costa - percussioni
- Sandra Crouch - tamburello
- Joseph Mayer - corno
- Richard Todd - corno
- Larry Corbett - violoncello
- Niki Haris - cori
- Marilyn Martin - cori
- Donna DeLory - cori
- Ali Nadirah - cori
- Lynne Fiddmont - cori
- Rose Banks - cori

## Successo commerciale
Like a Prayer arrivò al primo posto in classifica pressoché ovunque.
Negli Stati Uniti divenne il terzo album di Madonna ad arrivare alla prima posizione della Billboard 200, venendo certificato con 4 dischi di platino corrispondenti a 4 milioni di copie vendute (ad oggi le vendite sono arrivate a 5,2 milioni).
Anche nel Regno Unito il successo fu grande, arrivando al primo posto in classifica e venendo certificato con 4 dischi di platino. Attualmente l'album ha venduto 1 270 000 copie nel paese..
Ad oggi l'album ha venduto 15 milioni di copie nel mondo.

## Classifiche

### Classifiche settimanali
| Classifica (1989-2021) | Posizione massima |
| ---------------------- | ----------------- |
| Argentina              | 1                 |
| Australia              | 4                 |
| Austria                | 1                 |
| Belgio                 | 1                 |
| Brasile                | 3                 |
| Canada                 | 1                 |
| Danimarca              | 1                 |
| Europa                 | 1                 |
| Finlandia              | 1                 |
| Francia                | 1                 |
| Germania               | 1                 |
| Giappone               | 1                 |
| Grecia                 | 1                 |
| Irlanda                | 2                 |
| Islanda                | 1                 |
| Italia                 | 1                 |
| Norvegia               | 1                 |
| Nuova Zelanda          | 2                 |
| Paesi Bassi            | 1                 |
| Portogallo             | 1                 |
| Regno Unito            | 1                 |
| Scozia                 | 63                |
| Spagna                 | 1                 |
| Stati Uniti            | 1                 |
| Svezia                 | 1                 |
| Svizzera               | 1                 |
| Ungheria               | 25                |

### Classifiche di fine anno
| Classifica (1989) | Posizione |
| ----------------- | --------- |
| Australia         | 6         |
| Austria           | 7         |
| Belgio            | 4         |
| Paesi Bassi       | 7         |
| Europa            | 4         |
| Francia           | 19        |
| Germania          | 5         |
| Italia            | 5         |
| Giappone          | 25        |
| Nuova Zelanda     | 14        |
| Norvegia          | 10        |
| Spagna            | 3         |
| Svizzera          | 5         |
| Regno Unito       | 9         |
| Stati Uniti       | 12        |
| Classifica (1990) | Posizione |
| Stati Uniti       | 94        |